# Hanover College
Hanover College este o universitate specializată în artele liberale, localizată în Hanover, Indiana în apropierea Râului Ohio. Univeristatea este afiliată cu Biserica prezbiteriană din Statele Unite ale Americii. A fost fondată în 1827 de către cucernicul abate John Finley Crowe, fiind prima universitate privată din statul Indiana. Echipele atletice ale universității, The Hanover Athletic Teams, participă în circuitul atletic Heartland Collegiate Athletic Conference. Hanover College are o lungă tradiție de standarde academice ridicate și o educație de calitate promovată prin clase cu un număr redus de studenți și profesori experimentați. Absolvenții acestei universități sunt cunoscuți în engleză sub numele generic de Hanoverians.

## Absolvenți notabili
- Stanley Coulter, 1870, Decan al Purdue University
- Woody Harrelson, actor (cunoscut mai ales din serialul de televiziune Cheers)
- Thomas Andrews Hendricks, cel de-al douăzecișiunulea vicepreședinte al Statelor Unite
- Walter LaFeber, notabil istoric al Cornell University
- Jim Leonard, dramaturg (The Diviners), producător și realizator de emisiuni de televiziune (Close to Home)
- James Kennedy Patterson, 1856, întâiul președinte al University of Kentucky
- Mike Pence, membru al Camerei Deputaților a SUA din partea celui de-al șaselea district din Indiana  (map Arhivat în 17 octombrie 2013, la Wayback Machine.)
- Suellen Reed, liderul programului de educație publică din statul Indiana
- Carol Warner Shields, autor, câștigătoare a Premiului Pulitzer
- Jim Ward, președintele companiei LucasArts și prim-vicepreședinte al companiei Lucasfilm
- Harvey W. Wiley, notabil chimist implicat în legislația din 1906 a legii federale Pure Food and Drug Act